# Irasburg
Irasburg – miasto w Stanach Zjednoczonych, w stanie Vermont, w hrabstwie Orleans.